# Stor skålsnäcka
Stor skålsnäcka (Patella vulgata) är en snäckart som beskrevs av Carl von Linné 1758. Stor skålsnäcka ingår i släktet Patella och familjen skålsnäckor. Enligt den svenska rödlistan är arten akut hotad i Sverige. . Artens livsmiljö är havet. Inga underarter finns listade i Catalogue of Life.

## Bildgalleri

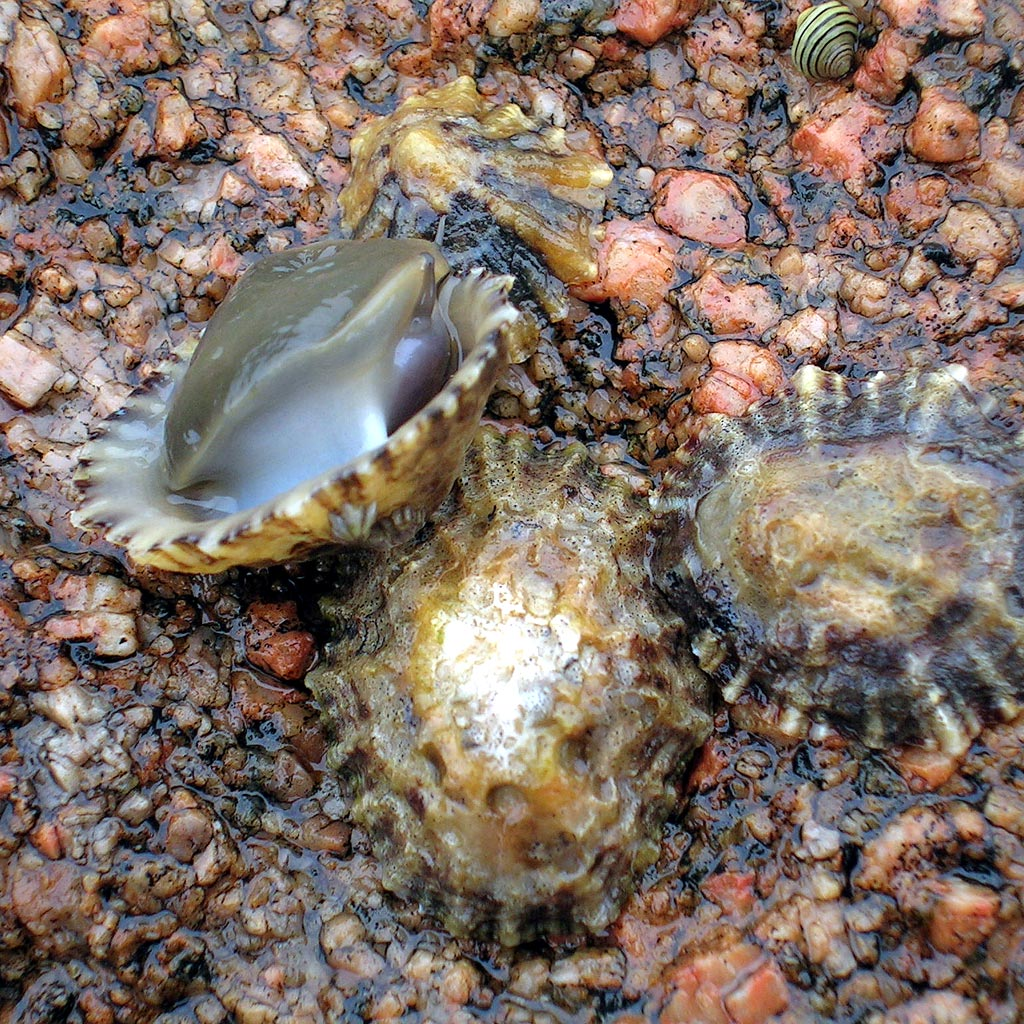
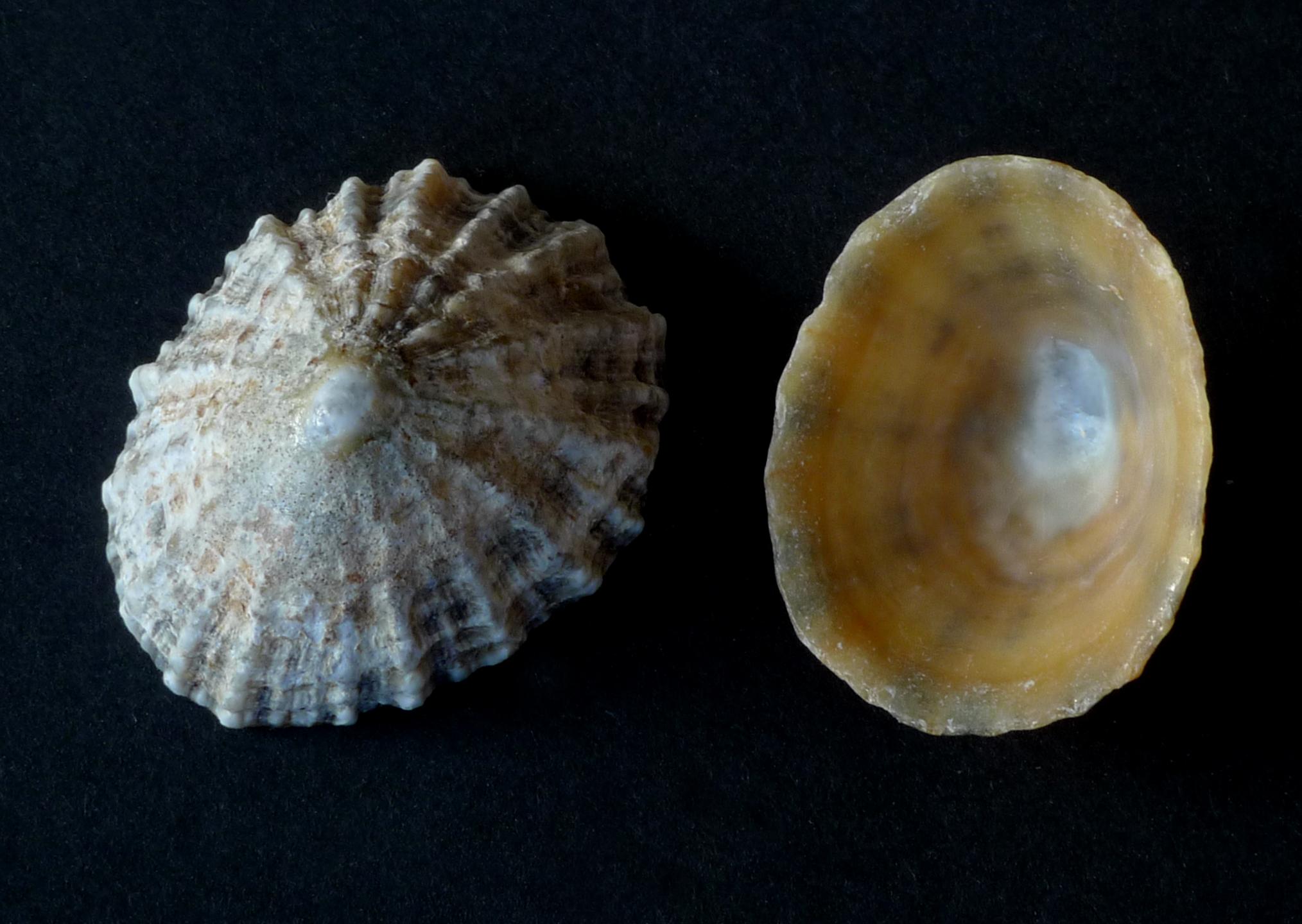
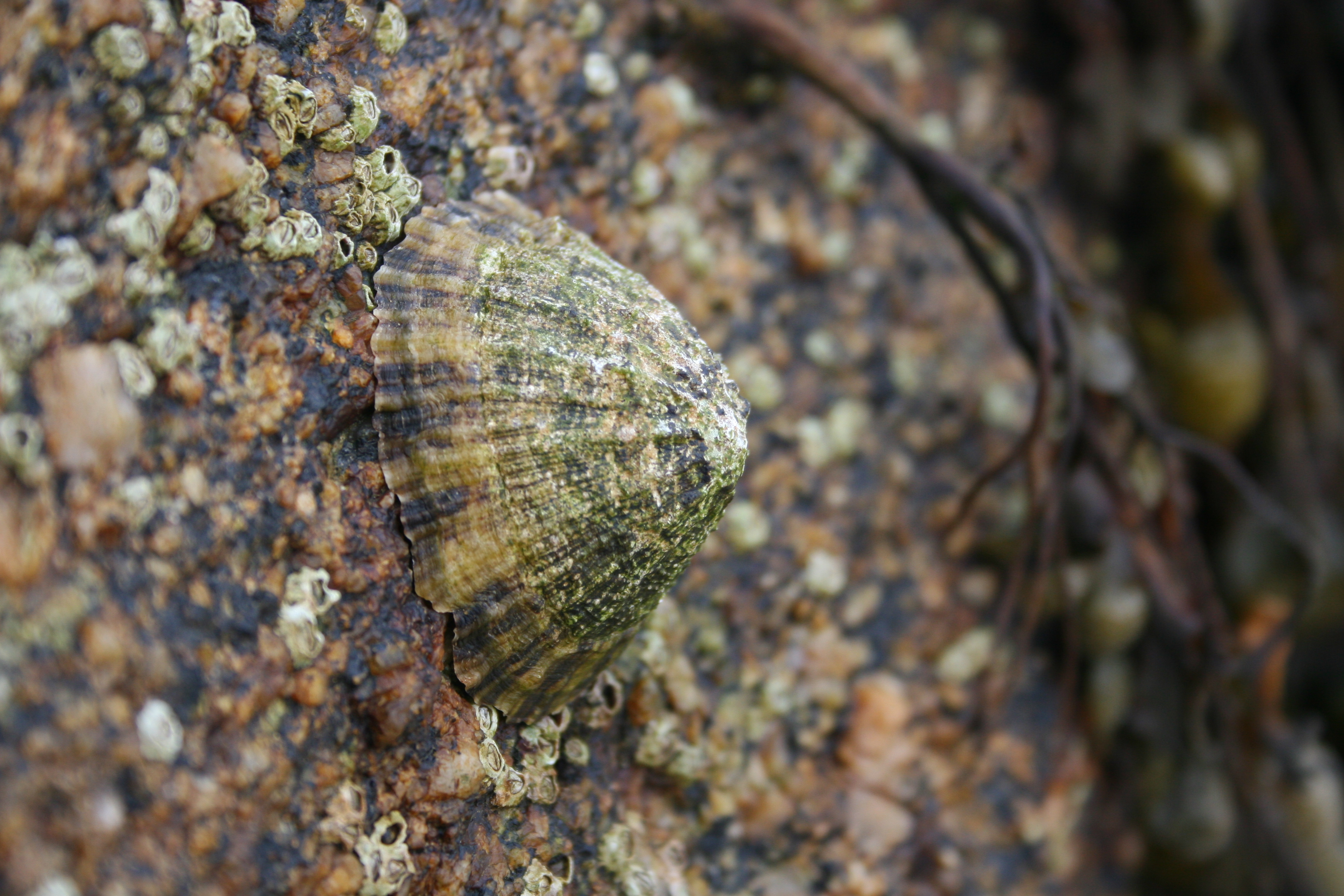
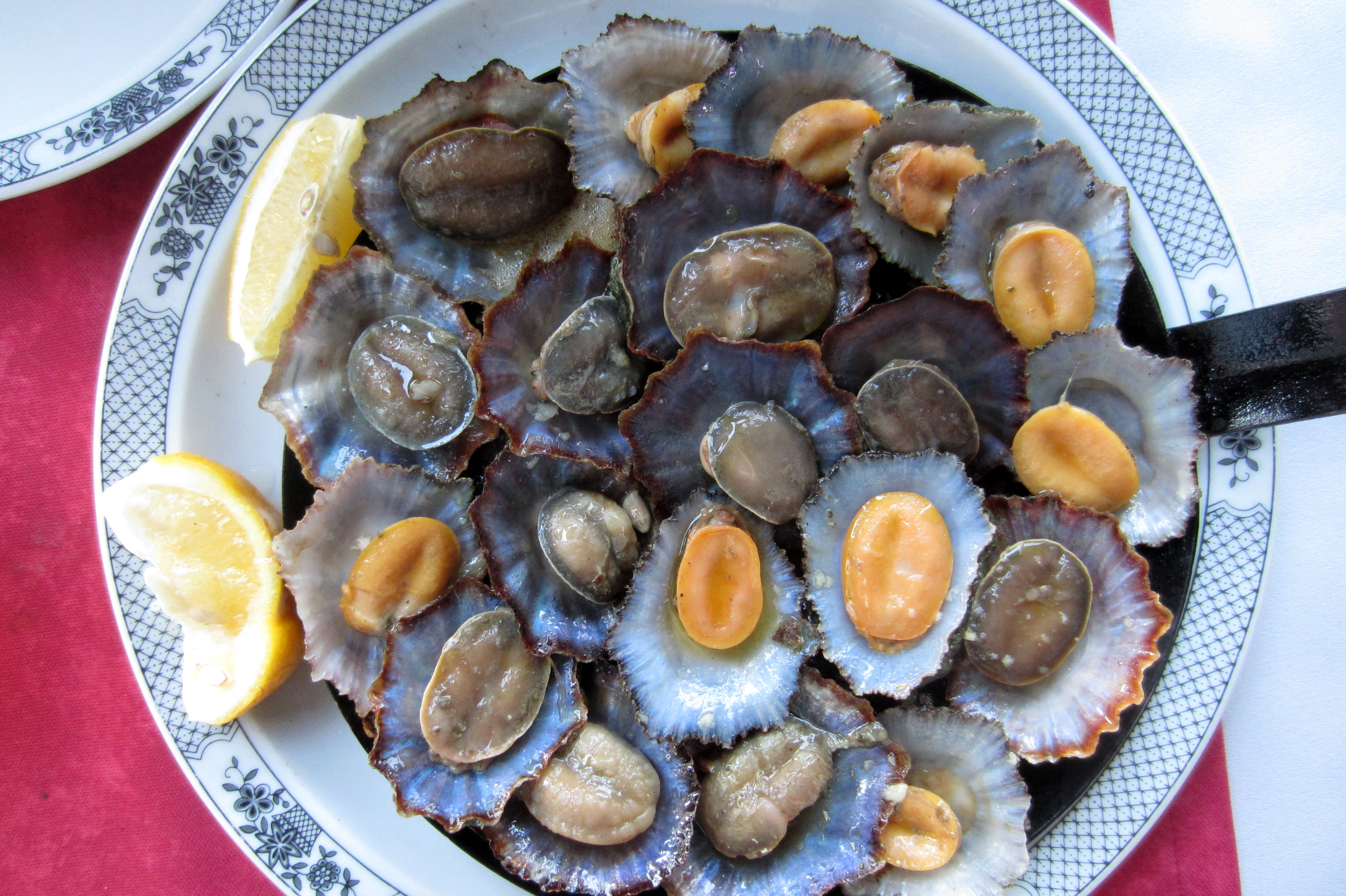
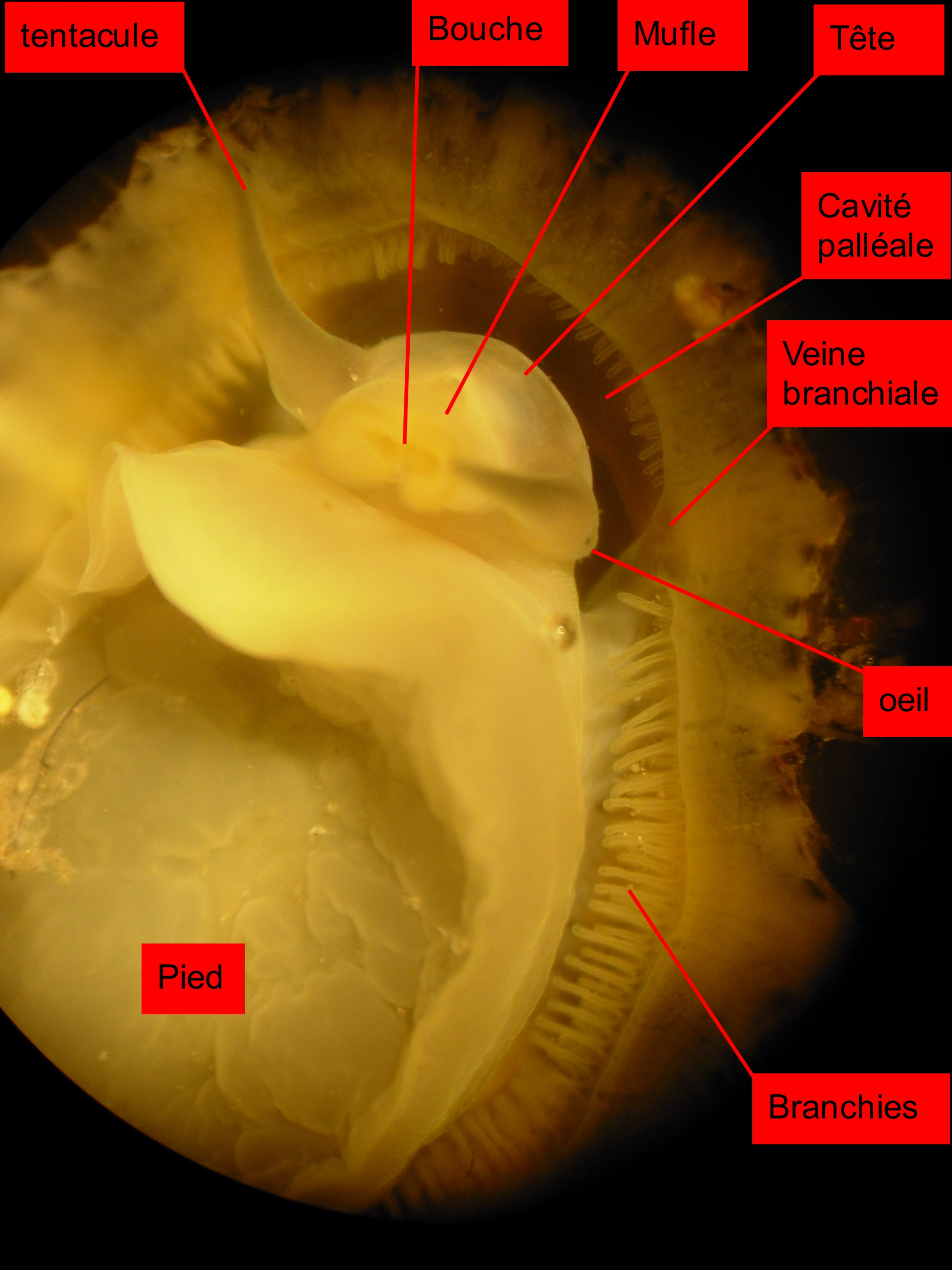
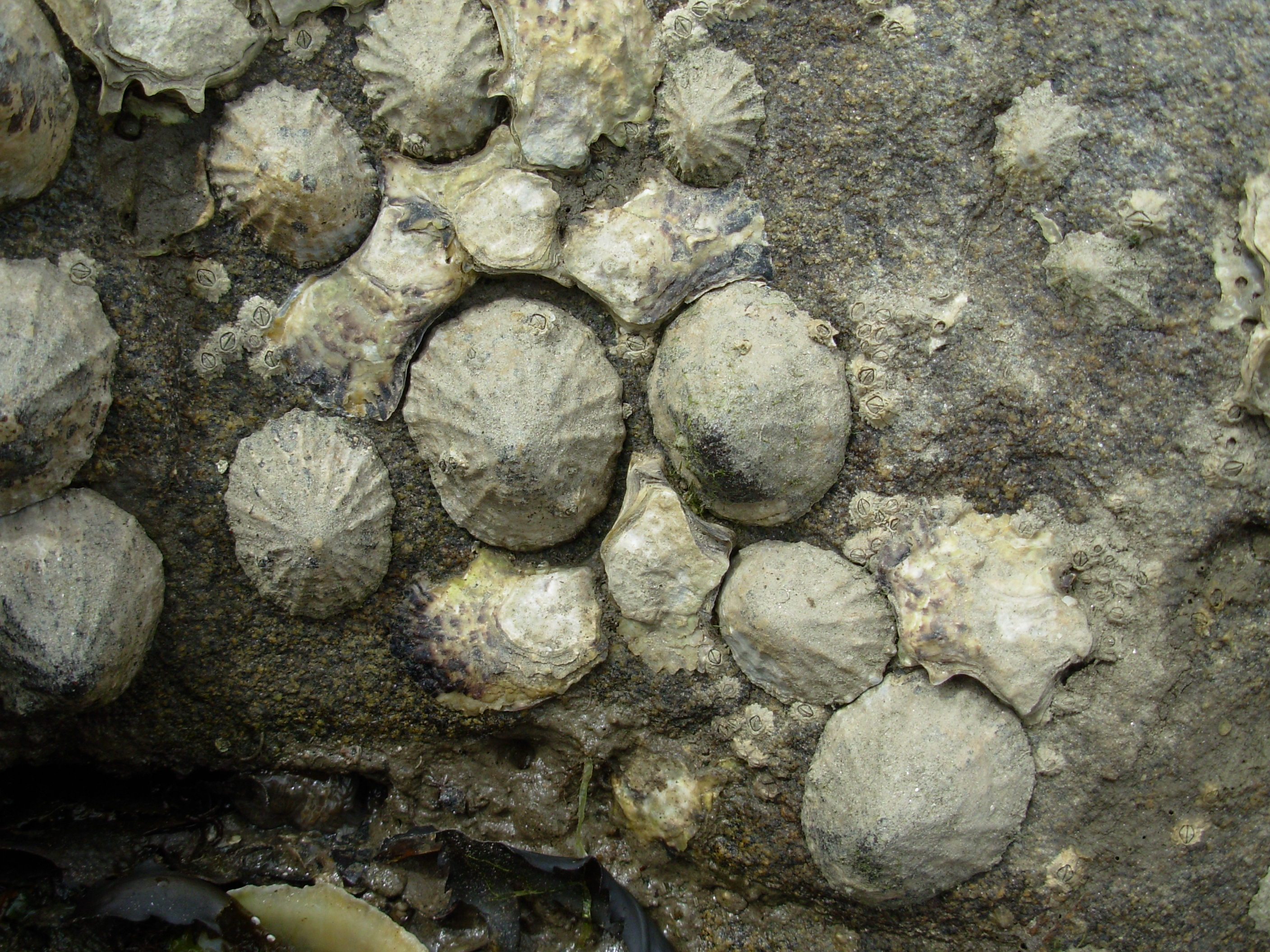
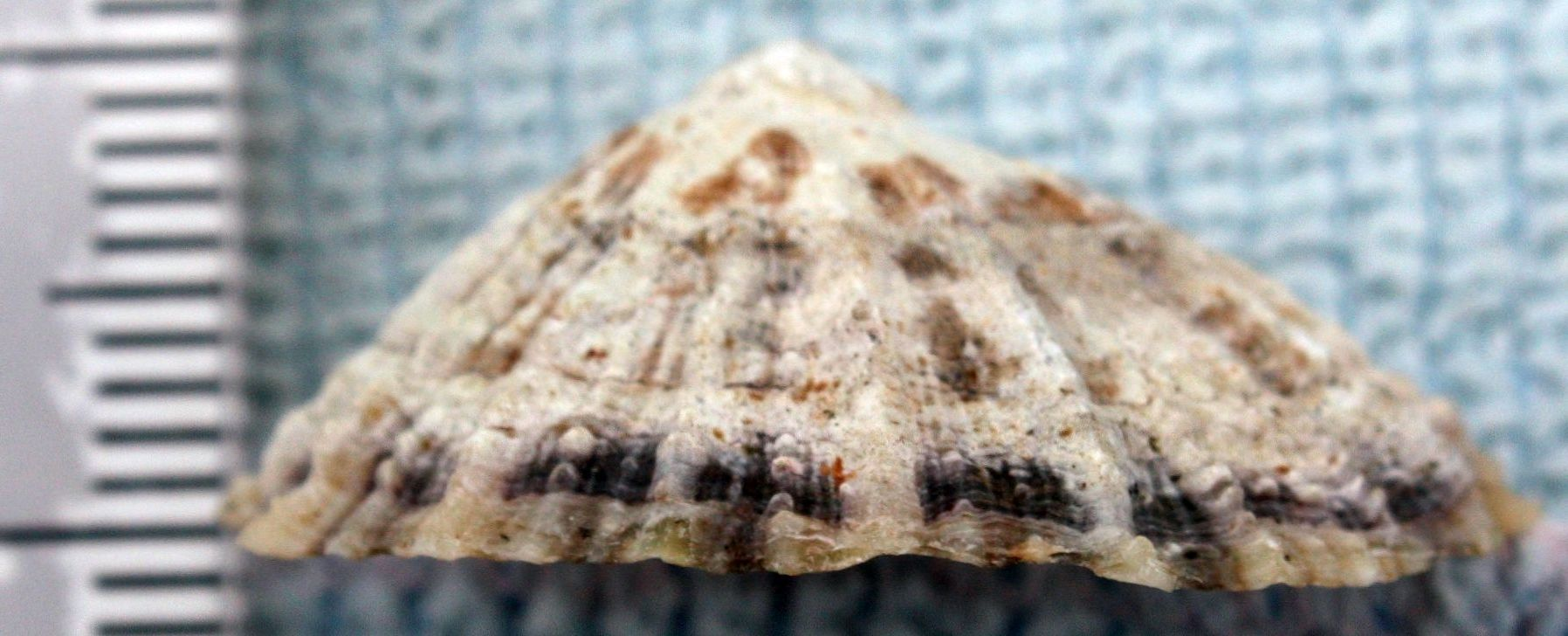
Patella vulgata